# کوناریپه
کوناریپه (به اسپانیایی: Coñaripe) یک زیستگاه انسانی در شیلی است که در پانگویی پولی واقع شده‌است.

## خصوصیات
کوناریپه ۱٬۴۱۶ نفر جمعیت دارد.